# Imperfect (Star Trek: Voyager)
„Imperfect” (titlu original: „Imperfection”) este al doilea episod din al șaptelea sezon al serialului TV american științifico-fantastic Star Trek: Voyager și al 148-lea episod în total. A avut premiera la 11 octombrie 2000 pe canalul UPN.

## Prezentare
Atunci când implantul său cortical se defectează, Seven of Nine are nevoie de un transplant care-i poate salva viața.

## Actori ocazionali
- Manu Intiraymi - Icheb
- Marley S. McClean - Mezoti
- Kurt Wetherill - Azan
- Cody Wetherill - Rebi
- Debbie Grattan - Wysanti
- Michael McFall - Salvage Alien #1